# إيفان بينيتو إراولا
إيفان بينيتو إراولا (بالإسبانية: Ivan Benito) (27 أغسطس 1976 في سويسرا - ) هو لاعب كرة قدم إسباني وسويسري في مركز حراسة المرمى. لعب مع نادي آراو ونادي بيستويسي ونادي غراسهوبر زيوريخ ونادي فولن ونادي يانغ بويز ويوفي ستابيا.

## وصلات خارجية
- إيفان بينيتو إراولا على موقع قاعدة بيانات كرة القدم.إي يو (الإنجليزية)
- إيفان بينيتو إراولا على موقع Soccerway.com (الإنجليزية)
- إيفان بينيتو إراولا على موقع AS.com (الإسبانية)